# Silas Bento
Silas Bento é um político brasileiro, filiado ao PSDB. 

## Biografia
Em 2014, candidatou-se a deputado estadual para a legislatura 2015-2019, sendo eleito 2º suplente da sua coligação.
Com a morte de Gérson Bergher e a renúncia de José Luiz Nanci, assumiu o mandato deputado estadual em janeiro de 2017.
Em 17 de novembro de 2017, votou pela revogação da prisão dos deputados Jorge Picciani, Paulo Melo e Edson Albertassi, denunciados na Operação Cadeia Velha, acusados de integrar esquema criminoso que contava com a participação de agentes públicos dos poderes Executivo e do Legislativo, inclusive do Tribunal de Contas, e de grandes empresários da construção civil e do setor de transporte.
Em 23 de outubro de 2020, foi preso junto com o filho dele, Vanderson Bento, em uma operação do Ministério Público que apura um esquema de rachadinha na gabinete do ex-parlamentar na Assembleia Legislativa do Rio de Janeiro.
Em 16 de fevereiro de 2023, foi condenado a 17 anos de prisão por um esquema de rachadinha. O filho dele, Vanderson Bento, também foi condenado pelo mesmo crime.